# Шасі з хвостовою опорою

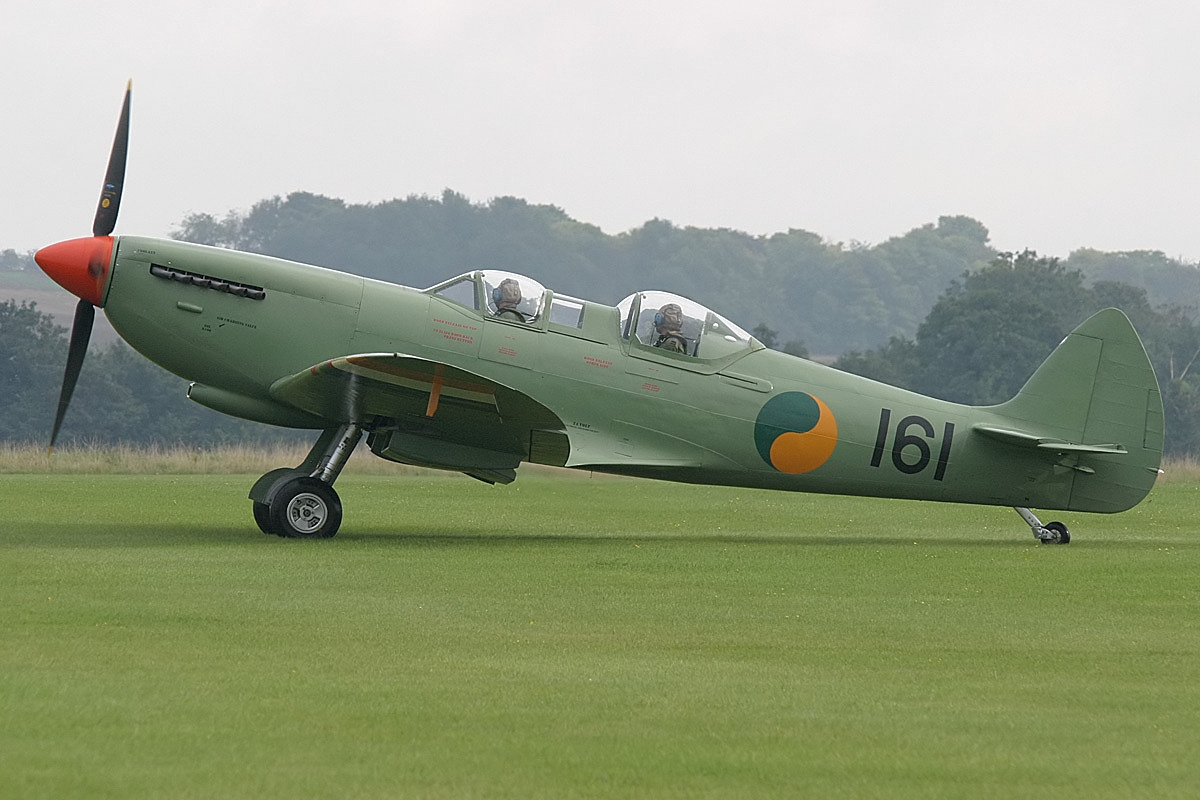
Supermarine Spiteful як приклад літака з хвостовою опорою.

Шасі з хвостовою опорою — це триопорне шасі літального апарату, яке складається з двох основних коліс, розташованих на осі попереду від центру ваги, і невеликого колеса або полозка для підтримки хвоста.
В англійській термінології така конфігурація називається «conventional landing gear» або «tailwheel-type landing gear», також використовується термін «taildragger». Слово «conventional», тобто «звичайний», у назві зберігається з історичних причин, але всі сучасні реактивні літаки та більшість сучасних гвинтових літаків, навпаки, використовують шасі з носовою опорою.

## Переваги
Шасі зі хвостовою опорою має перед шасі з носовою опорою кілька переваг, завдяки яким літак з хвостовим колесом є менш дорогим у виробництві та обслуговуванні.
- Хвостове колесо розташоване набагато далі від центру тяжіння, тому воно повинне витримувати меншу частину ваги літака, що дозволяє зробити його набагато меншим і легшим за носове колесо. Як наслідок, менше колесо важить менше та спричиняє менший паразитний опір[en].
- Якщо хвостове колесо відмовить при посадці, пошкодження літака буде мінімальним, тоді як поломка носового колеса зазвичай може призвести до удару об перешкоду пропелером.
- Завдяки збільшеному зазору пропелера на хвостовому колесі літака, літальний апарат із хвостовою опорою менш вразливий при експлуатації на нерівних або гравійних злітно-посадкових смугах.
- Літаки з хвостовим колесом також більше підходять для встановлення лиж взимку.
- Більшість літаків з хвостовим колесом мають нижчу загальну висоту і тому можуть розміститися в менших ангарах[3].

## Недоліки

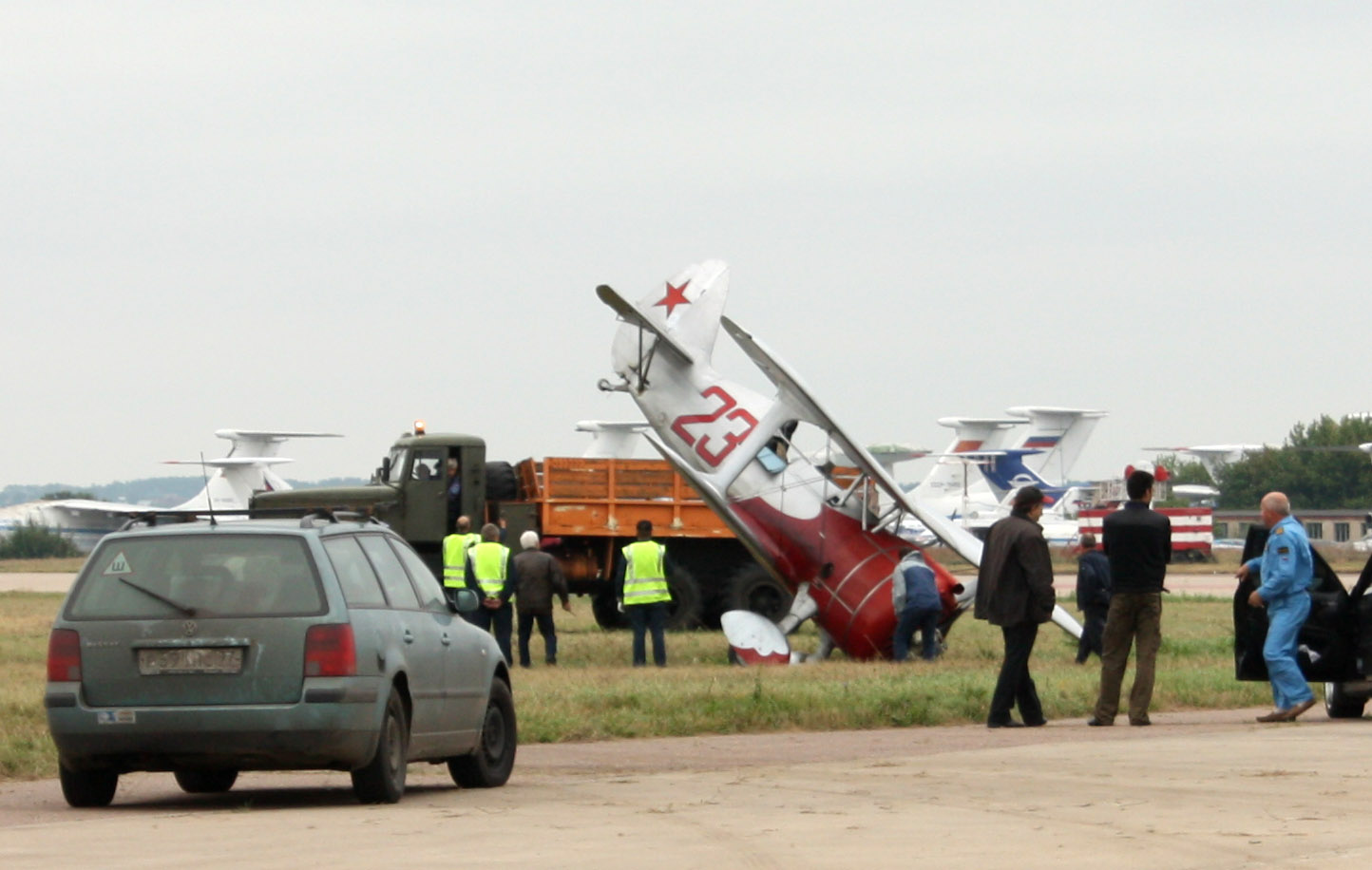
Полікарпов I-15-біс зазнав аварії внаслідок капотажу.

Хвостова опора має і численні недоліки в порівнянні з носовою.
- Літаки з хвостовим колесом більш схильні до капотажу[ru] через неправильне застосування пілотом гальм. Деякі літаки з такою конфігурацією шасі мали попереду додаткове маленьке колесо для запобігання капотажу.
- Літаки із хвостовою опорою набагато більш вразливі до граунд-лупів[en] — стрімкого обертання літака в горизонтальній площині під час рулювання при посадці, що може призвести до пошкодження літака. Літак із хвостовим колесом керується ззаду центру тяжіння (це можна порівняти з водінням автомобіля заднім ходом на високій швидкості), тому на землі він нестабільний, тоді як літак з носовим колесом самоцентрується, якщо відхиляється при посадці.

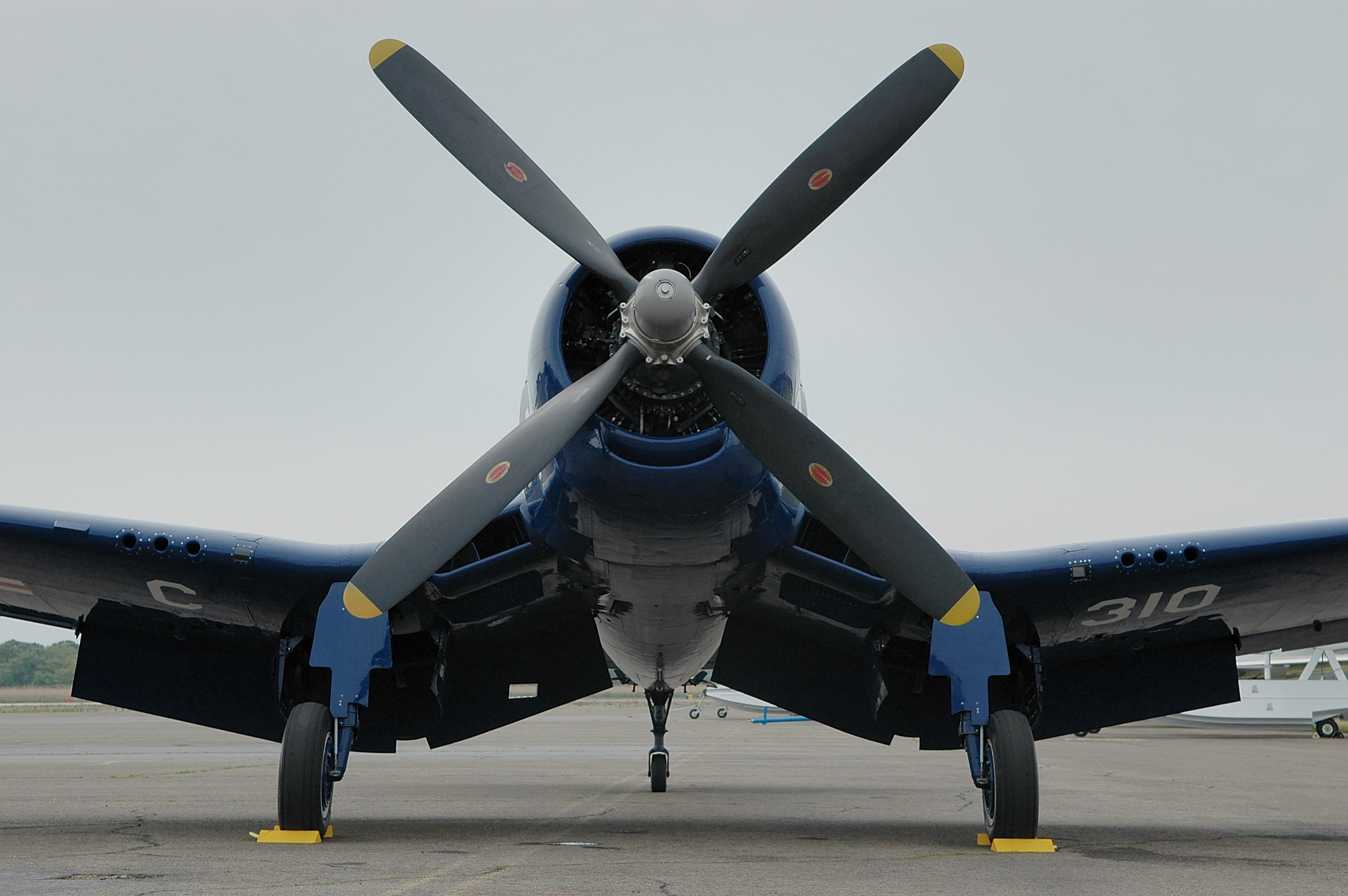
Припаркований Vought F4U Corsair. Якби цей літак у момент фотографування рулив, пілот з такого ракурсу не міг би бачити фотографа.

- Видимість на землі у літаків із хвостовим колесом гірша, ніж у літаків з носовим колесом. Часто це змушує пілота робити безперервні S-подібні повороти під час рулювання, щоби бачити, куди він їде.
- Літаками з хвостовим колесом важче рулити під час сильного вітру через вищий кут атаки крил, які можуть розвивати більшу підйомну силу з одного боку, ускладнюючи або унеможливлюючи керування. Також ці літаки страждають від нижчої стійкості до бічного вітру.
- Літак із хвостовою опорою потребує більше часу для навчання пілотів-студентів. Це було важливим фактором у 1950-х роках, коли більшість виробників перейшли на тренувальні літаки з носовим колесом, що залишаються більш популярними й по сьогодні.
- Реактивні літаки, як правило, не можуть використовувати шасі з хвостовою опорою, оскільки в такому разі двигуни спрямовані вниз, через що їх реактивний струмінь відбивається від землі та повертається в повітря, заважаючи належній роботі рулів висоти. Рідкісні приклади реактивних літаків із хвостовим колесом, які були запущені у виробництво та перебували на озброєнні, включають британський морський винищувач Supermarine Attacker[en] і радянський Як-15, які не мають такої проблеми: у першого вихлоп двигуна знаходиться позаду руля висоти та хвостового колеса, у другого двигун встановлений під носовою частиною фюзеляжу.